# Pierre Lardinois

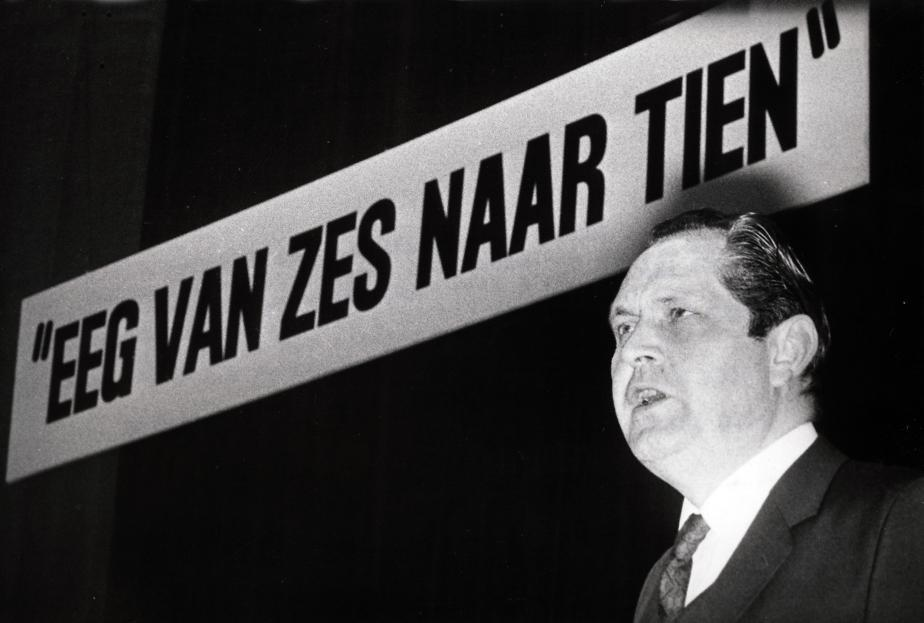
Pierre Lardinois (1971)

Pierre Joseph Lardinois (* 13. August 1924 in Noorbeek, heute zu Margraten; † 16. Juli 1987 in Amsterdam) war ein niederländischer Politiker der KVP, später CDA.

## Leben und Werk
Lardinois war Sohn eines Müllers und Getreidehändlers und stammte aus einer katholischen Familie. Nach dem landwirtschaftlichen Studium an der Universität Wageningen engagierte er sich in der landwirtschaftlichen Verbandsarbeit und vertrat sie auch parlamentarisch als Mitglied der Zweiten Kammer des niederländischen Parlaments von 1963 bis 1967. Er amtierte von 1967 bis 1973 als niederländischer Minister für Landwirtschaft und Fischerei und von 1973 bis 1977 als Landwirtschaftskommissar in der EG-Kommission Ortoli. Anschließend war er bis 1986 Vorstandsvorsitzender der niederländischen Rabobank.